# Molorchus longicollis
Molorchus longicollis là một loài bọ cánh cứng trong họ Cerambycidae.